# 29456 Evakrchová
29456 Evakrchová è un asteroide della fascia principale. Scoperto nel 1997, presenta un'orbita caratterizzata da un semiasse maggiore pari a 2,3865219 UA e da un'eccentricità di 0,1572237, inclinata di 1,58758° rispetto all'eclittica.